# Црква Светог Илије у Вучитрну
Црква Светог Илије налазила се у Вучитрну, насељеном месту и седишту истоимене општине на Косову и Метохији.
Црква која је посвећена Светом Илији подигнута је 1834. године, на темељима старе православне цркве у источном крају града Вучитрна, где су пронађени закопани црквени предмети. Слике на зидовима цркве осликао је 1871. године зограф Блажа Дамњановић из Дебра.

## Разарање цркве 1999. године
У присуству снага француског КФОР-а црква је оскрнављена у јуну 1999. године, а свештеничка кућа је опљачкана и оштећена. Црква је делимично обновљена.

## Мартовски погром 2004.
Потпуно је спаљена 2004. године, а потом уништено и православно гробље поред цркве са парохијским домом и помоћним црквеним зградама.